# Myonera dautzenbergi
Myonera dautzenbergi is een tweekleppigensoort uit de familie van de Cuspidariidae. De wetenschappelijke naam van de soort is voor het eerst geldig gepubliceerd in 1932 door Prashad.